# Goldi (Film)
Goldi oder auch Goldkind (Originaltitel: Gull-Pian) ist ein Kinderfilm von Staffan Götestam nach der gleichnamigen Geschichte von Astrid Lindgren.

## Handlung
Evas Vater ist in Westindien unterwegs und Evas Mutter liegt auf Grund von Schwindsucht im Krankenhaus. Daher lebt Eva bei ihrer Tante Ester. Sie hat eine Puppe, namens Via-Lisa oder auch Goldi, die sie über alles liebt. Sie ist die einzige, die Eva Trost spendet. Ihre Cousine Berit ist gemein zu Eva und ärgert Eva, wo sie nur kann. Berit nennt Goldi Dreckspuppe und nimmt diese Eva immer wieder weg. Außerdem sagt sie immer wieder, dass Evas Mutter bald sterben wird und Evas Vater im Meer ertrinken wird. Für ihre Tanten Greta und Ester ist Eva ein „garstiges, kleines Ding“, die genauso schlimm ist wie es ihrer Meinung nach auch Evas Mutter war und ist. Dass Berit eigentlich diejenige ist, die Eva immer wieder schikaniert, wollen sie nicht sehen. Um Eva kümmern sich ihre Tanten nur notgedrungen und wollen sie schnellstmöglich wieder loswerden. Sie behandeln Eva wie den letzten Dreck, lassen sie alle Hausarbeiten erledigen und machen sie runter. Mit Berit hingegen spielen sie und behandeln sie, auch wenn sie den größten Unsinn anstellt, wie einen kleinen Engel. Wenn Berit sich schlecht verhält wird zumeist Eva die Schuld dafür gegeben.
Eines Tages wird Eva, bei Gewitter mit strömenden Regen, von ihren beiden Tanten in die Stadt geschickt um Kartoffelmehl zu holen. Es ist ein langer Weg dorthin und Eva kommt durchnässt und zitternd beim Kaufmann Eriksson an. Eriksson ist entsetzt, dass ihre Tanten Eva bei diesem Wetter einen so langen Weg haben laufen lassen nur um Kartoffelmehl zu holen. Er kümmert sich um Eva, wärmt diese auf und gibt ihr ein Bonbon. Eva fragt Eriksson, was für eine Krankheit Schwindsucht ist und ob man daran sterben kann. Eriksson bejaht das, sagt aber gleichzeitig, dass Evas Mutter daran nicht sterben wird. Er fügt hinzu, dass ihre Mutter bald ganz gesund sei und Eva nach Hause holen würde. Das macht Eva glücklich und gibt ihr neuen Mut. Fröhlich läuft sie nach Hause. Sie sieht, dass Berrit ihre geliebte Puppe Via-Lisa in den Dreck geworfen hat. Wütend knallt sie den Tanten und Berit das Mehl auf den Tisch und sagt ihnen, dass sie auf sie alle pfeift. Dann hopst Eva glücklich mit ihrer Puppe umher.

## Hintergrund
Goldi wurde am 23. März 1989 erstmals im schwedischen Fernsehen ausgestrahlt. Produziert wurde der Film bereits im Jahr 1988.
In Deutschland wurde der Film am 22. Oktober 1989 innerhalb einer Reihe namens Astrid Lindgren erzählt im ZDF erstausgestrahlt. Im September 2010 wurde das Märchen mit vier weiteren Astrid Lindgren Verfilmungen von der Universum Film GmbH auf einer DVD unter dem Titel Astrid Lindgren – Die schönsten Erzählungen veröffentlicht. Eine weitere DVD-Veröffentlichung gab es im Oktober 2013, dieses Mal mit zwei weiteren Astrid Lindgren Verfilmungen unter dem Titel Astrid Lindgrens Märchen 2. Der Film ist in der deutschen Fassung 25 Minuten lang.

## Unterschiede zur Buchvorlage
Der Film orientiert sich sehr nah an der Buchvorlage. Es gibt jedoch ein paar kleine Unterschiede. Während Eva im Buch keiner einzigen Person begegnet, die ihr hilft oder nett zu ihr ist, trifft Eva im Film auf den Kaufman Eriksson. Dieser redet freundlich mit Eva, wärmt diese auf, schenkt ihr ein Bonbon und gibt ihr wieder Hoffnung und Mut. Außerdem erzählt er, dass ihre Mutter wieder gesund wird. Im Buch wundert sich die Verkäuferin Frau Svanberg zwar, dass Evas Tanten sie bei dem Wetter hinausjagen, tut aber nichts um dieser zu helfen.
Während im Buch gar nicht erwähnt wird, weshalb Evas Mutter im Krankenhaus liegt, wird im Film klar, dass sie an Schwindsucht leidet.